# ام‌وی لیمنگتون
ام‌وی لیمنگتون (به انگلیسی: MV Lymington) یک کشتی است که طول آن ۱۴۸ فوت (۴۵٫۱ متر) می‌باشد. این کشتی در سال ۱۹۳۸ ساخته شد.